# Bruno Glenmark
Alf Göran Bruno Glenmark, född 17 mars 1938 i Tomelilla, är en svensk musiker, låtskrivare, skivproducent, dirigent och sångare.

## Musikkarriär
Glenmark tog studentexamen 1958 och började studera vid Malmö Musikkonservatorium 1960. Han tog 1966 musiklärarexamen vid Kungliga Musikaliska Akademien.
Glenmark spelade som trumpetare 1961–1963. Han var kapellmästare för en egen orkester från 1963 och turnerade med denna orkester under 1960-talet. Solist var Eleanor Bodel. Tillsammans med hustrun Ann-Louise Hanson och brorsbarnen Karin och Anders Glenmark var han medlem i gruppen Glenmarks 1971–1975. Deras första större framgång kom 1972 med Gammaldags musik, som Bruno Glenmark även skrev texten till.
Bruno Glenmark hade tillsammans med sin fru ett eget skivbolag GlenDisc mellan 1972 och 1990, med skivmärkena Glendisc, Gap och Glen. Han startade det egna musikförlaget Glensongs 1974.

### Melodifestivalen
Bruno Glenmark har medverkat i Melodifestivalen ett flertal gånger, både som låtskrivare, dirigent och sångare.
- 1969 – Dirigent för bidraget Svenska flicka; framfört av Ann-Louise Hanson och slutade på 4:e plats.
- 1973 – Deltagare med Glenmarks En liten sång (som alla andra); slutade på 4:e plats.
- 1974 – Deltagare med Glenmarks I annorlunda land; slutade på 8:e plats.
- 1975 – Dirigent för bidraget Lady Antoinette; framfört av Hadar Kronberg och Glenmarks, 6:e plats.
- 1977 – Dirigent för bidraget Det bästa som finns; framfört av Lena Andersson och slutade på 8:e plats.
- 1979 – Dirigent för bidraget Om jag skriver en sång; framfört av Eva Dahlgren och slutade på delad 3:e plats.
- 1984 – Kompositör till bidraget Tjuvarnas natt; framfört av Thomas Lewing och slutade på delad 6:e (sista) plats. Textförfattare Ingela Forsman.
- 1985 – Textförfattare till bidraget Piccadilly Circus; framfört av Pernilla Wahlgren och slutade på 4:e plats. Kompositör Lasse Andersson.
- 1988 – Textförfattare till bidraget I en ding ding värld; framfört av Annica Burman och slutade på 6:e plats. Kompositör Lasse Andersson.

## Privatliv
Namnet Glenmark blev nytt släktnamn 1945. Bruno Glenmark är sedan 1966 gift med sångerskan Ann-Louise Hanson och far till tre döttrar, inklusive Josefin Glenmark. Dessutom är han farbror till Karin och Anders Glenmark. Efter att Glenmark lämnat ägarskapet av skivbolaget GlenDisc 1990, flyttade paret till Grasse i sydöstra Frankrike. 2010 flyttade de tillbaka till Sverige.